# Baccaurea philippinensis
Baccaurea philippinensis là một loài thực vật có hoa trong họ Diệp hạ châu. Loài này được (Merr.) Merr. mô tả khoa học đầu tiên năm 1915.